# Петерсон-Бергер, Вильгельм
Ви́льгельм Пе́терсон-Бе́ргер (швед. Wilhelm Peterson-Berger; 27 февраля 1867, Уллонгер, Вестерноррланд — 3 декабря 1942, Эстерсунд) — шведский композитор и музыкальный критик.

## Биография
Учился в гимназии в Умео и в Стокгольмской консерватории по классу органа (1886—1889), совершенствовался в Дрездене у Германа Кречмара (оркестровка). В 1890—1892 преподавал в Умео музыку и иностранные языки, затем вновь уехал в Дрезден, где также занимался преподавательской деятельностью (1892—1894). В 1895 году поселился в Стокгольме, стал музыкальным обозревателем газеты «Дагенс Нюхетер» и занимал эту должность практически без перерыва до 1930 года. Работал в Стокгольмской опере в качестве постановщика (1908—1910), в 1920—1921 совершил поездку в Италию. Последние годы жизни композитор провёл на своей вилле Фрёсён в Емтланде.

## Творчество

### Музыкальная критика
Петерсон-Бергер вёл активную музыкально-критическую деятельность, и в этом качестве пользовался большой популярностью. Крайне негативно относясь к показной виртуозности и сухому «академизму», он часто высмеивал эти явления в своих статьях в сатирическом духе, чем нажил себе немало врагов. В целом критические работы Петерсона-Бергера отмечены хорошим чувством стиля, глубиной понимания предмета.

### Композиторская деятельность
В конце XIX века в печати появились собственные сочинения Петерсона-Бергера — фортепианный цикл «Фрёсёнские цветы» (Frösöblomster) и сборник песен «Шведская лирика» (Svensk lyrik), ставшие достаточно известными. Романтический стиль композитора сформировался под влиянием Эдварда Грига и Рихарда Вагнера. Вагнерианские эстетические взгляды Петерсона-Бергера ярко проявились в его операх, к которым он сам писал либретто. Среди оркестровых сочинений наиболее известна Третья симфония, проникнутая мистицизмом и использующая технику йойков — традиционных песнопений саамов. Лирическими мотивами отмечен Скрипичный концерт композитора, а также многочисленные фортепианные миниатюры и песни. Большое значение в творчестве Петерсона-Бергера имеют сочинения для хора — ещё обучаясь в школе, он часто пел в различных вокальных ансамблях и руководил ими, таким образом изучив все тонкости хорового исполнения. Перу композитора принадлежат несколько сотен хоровых произведений (как a capella, так и с оркестром).
Творчество композитора оказало большое влияние на развитие музыкальной культуры Швеции, ему посвящены многочисленные монографии шведских музыковедов. Под эгидой Королевской музыкальной академии в Стокгольме основано общество Петерсона-Бергера.

## Основные сочинения
Оперы
- «Ран» (Ran, 1899—1900; исполнена в 1903 г.)
- «Счастье» (Lyckan, 1903)
- «Арнльёт» (Arnljot, 1907—1909)
- «Пророк Судного дня» (Domedagsprofeterna, 1912—1917)
- «Адиль и Элиза» (Adils och Elisiv, 1921—1924)

Оркестровые сочинения
- Пять симфоний (1903—1933)
- Восточный танец (1890)
- Романс для скрипки с оркестром d-moll (1915)
- Хорал и фуга на тему из оперы «Пророк Судного дня» (1915)
- «Весна», сюита (1917)
- Итальянская сюита (1922)
- Концерт для скрипки с оркестром fis-moll (1928)
- «Спящая красавица», сюита (1934)
- Переложения различных фортепианных пьес для духового оркестра и др.

Хоровые сочинения
- Около 300 произведений для хора a capella и хора в сопровождении оркестра, на слова разных поэтов и собственные
- Около 20 произведений для мужского вокального квартета на слова разных поэтов

Камерные вокальные сочинения
- «Шведская лирика» для голоса и фортепиано, в двух сериях (13 тетрадей) на слова шведских и зарубежных поэтов
- Отдельные песни и романсы

Камерно-инструментальные сочинения
- Две сонаты для скрипки и фортепиано (1887, 1910)
- Многочисленные пьесы для скрипки и фортепиано: Болеро, Кантилена, Мелодия, Серенада и др.
- Прелюдия и интермеццо для двух скрипок
- Колыбельная для виолончели и фортепиано

Сочинения для фортепиано
- Три сюиты «Фрёсёнские цветы»
- Вальсы, народные танцы, многочисленные прочие отдельные сочинения

## Основные критические и публицистические работы
- «Шведская музыкальная культура» (Svensk musikkultur; Стокгольм, 1911)
- «Рихард Вагнер как культурное явление» (Richard Wagner som kulturföreteelse; Стокгольм, 1913)
- «Тема жизни в драмах Вагнера» (1916)
- «Синтез вагнерианской культуры» (1921)
- «Тайна мелодии» (Melodins mysterium; Стокгольм, 1937)
- «О музыке» (Om musik; Стокгольм, 1942)
- Воспоминания (Minnen; Уппсала, 1943)